# باترونا عثمان باشا
باترونا (نائب الاميرال) عثمان باشا (ولد في 1792، توفي في حدود 1860) كان ضابطا في البحرية العثمانية.

## حياته
عثمان بدأ حياته المهنية في البحرية المصرية الخديوية. قام بقيادة سفينة من نوع بريج (سفينة شراعية) في معركة نافارين (1827م)، كما انه قاد فرقاطة مصرية بعد 1830م. وخلال الحرب المصرية العثمانية (1839-1841) انضم عثمان إلى البحرية العثمانية، فقاد سفينة خطية عثمانية في قصف شارع عكا (1840) ونتيجة لدوره المتميز في العملية أصبح نائب الأدميرال (باترونا). 

عندما بدأت حرب القرم الروسية-العثمانية أرسل عثمان بأمر من السلطان عبد المجيد وبالرغم من ان العثمانيون أرادوا أرسال سفن خطية إلى سينوب، ولكن السفير البريطاني في القسطنطينية «الفيكونت دي ستراتفورد ريدكليف» اعترض على هذه الخطة، وأرسلت سفن فرقاطة فقط. فخرج عثمان مع فرقاطة صغيرة لاعادة قوات المشاة والمؤن إلى باتومي. وبسبب الطقس العاصف قرر عثمان التوقف والانتظار في سينوب، حيث هاجمه الأميرال الروسي ناخيموف في 30 تشرين الثاني من عام 1853م. والسفينة الخاصة بعثمان دمرت بعد الهجوم المفاجئ، هو نفسه أصيب في القدم وأسره الروس. وقد أطلق سراحه بعد معاهدة باريس (1856م)، وعلى الرغم من أن رتبته «باترونا» ألغيت في غضون ذلك، الا انه بقي عضوا في هيئة اركان البحرية العثمانية واشتهر بذلك اللقب.

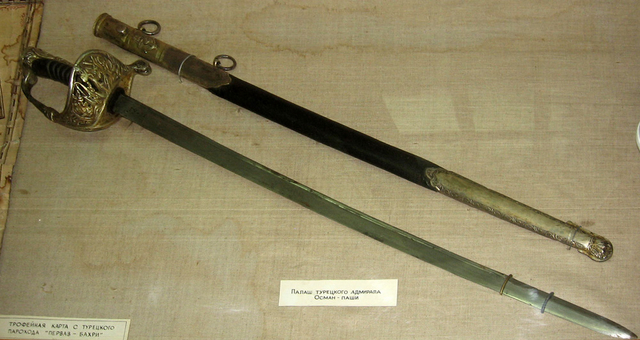
بقي سيف عثمان باشا في الأيادي الروسية بعد معركة سينوب (1853)

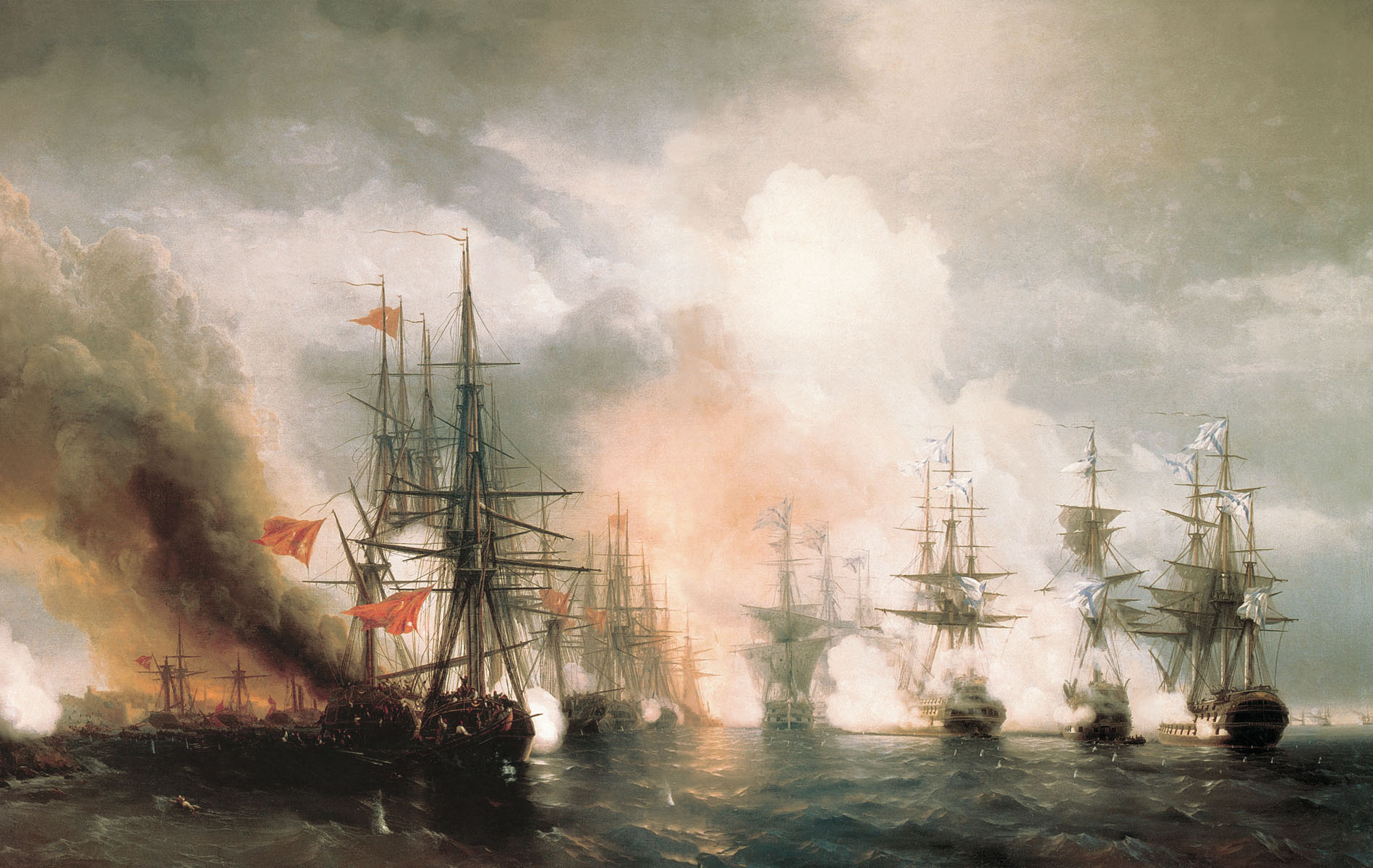
رسم لمعركة سينوب -1853